# Hubneria estigmensis
Hubneria estigmensis là một loài ruồi trong họ Tachinidae.